# Argocoffeopsis fosimondi
Argocoffeopsis fosimondi är en måreväxtart som beskrevs av Tchiengué och Martin Roy Cheek. Argocoffeopsis fosimondi ingår i släktet Argocoffeopsis och familjen måreväxter. Inga underarter finns listade i Catalogue of Life.